# Daymon Lodovica
Daymon Jacinto Lodovica (nacido el 16 de agosto de 1989) es un futbolista internacional de Curazao que se desempeña en el terreno de juego como delantero; su actual equipo es el CRKSV Jong Holland de la primera división del Fútbol de las Antillas Neerlandesas.

## Trayectoria
- Undeba  2010-2013

- CRKSV Jong Holland  2013-presente